# 188 TCN
Năm 188 TCN là một năm trong lịch Julius. 

## Sinh
- Hán Cảnh Đế

## Mất
- Trương Lương